# ESA Brive
Étoile Sportive Aiglons Briviste – francuski klub piłkarski z siedzibą w Brive-la-Gaillarde.

## Historia
Klub został założony w 1922. W swojej historii przez jeden sezon występował na poziomie drugiej ligi (w edycji 1945/1946), a także przez 26 sezonów na poziomie trzeciej ligi (po raz ostatni w edycji 1995/1996).

### Historia występów w drugiej i trzeciej lidze
| Sezon   | Poziom | Liga       | Grupa        | Miejsce      |
| ------- | ------ | ---------- | ------------ | ------------ |
| 1945/46 | II     | Division 2 | Sud          | 14. (spadek) |
| 1954/55 | III    | CFA        | Sud-Ouest    | spadek       |
| 1956/57 | III    | CFA        | Sud-Ouest    |              |
| 1957/58 | III    | CFA        | Sud-Ouest    |              |
| 1958/59 | III    | CFA        | Sud-Ouest    |              |
| 1959/60 | III    | CFA        | Sud-Ouest    |              |
| 1960/61 | III    | CFA        | Sud-Ouest    |              |
| 1961/62 | III    | CFA        | Sud-Ouest    |              |
| 1962/63 | III    | CFA        | Sud-Ouest    |              |
| 1963/64 | III    | CFA        | Sud-Ouest    |              |
| 1964/65 | III    | CFA        | Sud-Ouest    |              |
| 1965/66 | III    | CFA        | Sud-Ouest    |              |
| 1966/67 | III    | CFA        | Sud-Ouest    |              |
| 1967/68 | III    | CFA        | Sud-Ouest    | spadek       |
| 1972/73 | III    | Division 3 | Sud-Ouest    |              |
| 1973/74 | III    | Division 3 | Centre-Ouest |              |
| 1974/75 | III    | Division 3 | Centre-Ouest | spadek       |
| 1985/86 | III    | Division 3 | Centre-Ouest |              |
| 1986/87 | III    | Division 3 | Centre-Ouest |              |
| 1987/88 | III    | Division 3 | Sud-Ouest    |              |
| 1988/89 | III    | Division 3 | Centre-Ouest | spadek       |
| 1990/91 | III    | Division 3 | Centre-Ouest |              |
| 1991/92 | III    | Division 3 | Centre-Ouest |              |
| 1992/93 | III    | Division 3 | Centre-Ouest |              |
| 1993/94 | III    | National 1 | B            | 4.           |
| 1994/95 | III    | National 1 | A            | 3.           |
| 1995/96 | III    | National 1 | B            | 18. (spadek) |

## Reprezentanci kraju grający w klubie
stan na listopad 2023
|  | - Ahmed Arab - Sahnoune Gouda - Jean-Santos Muntubila - Alfred Dambach - René Ferrier - Ernest Libérati - Désiré Koranyi - Jean Swiatek - Gilles Fabien |  | - Kévin Lacroix - Youssouf Camara - Marc Hérold Gracien - Alexis Tibidi - Dimitry Caloin - Mansour Ramia - Larbi Hazam - Sébastien Lugiéry - Cédric Sabin |